# یگان تبلیغات مسلحانه مارکسیست-لنینیست
یگان تبلیغات مسلحانه مارکسیست-لنینیست (به تُرکی: Marksist Leninist Silahlı Propaganda Birliği, MLSPB) که نام کامل آن حزب-جبههٔ آزادیبخش خلق ترکیه/یگان تبلیغات مسلحانهٔ مارکسیست-لنینیست (THKP-C/MLSPB) است، یک سازمان سیاسی کمونیست مارکسیست-لنینیست در ترکیه است. این گروه انشعابی از حزب-جبههٔ آزادیبخش خلق ترکیه به شمار می‌آید. این سازمان یکی از اعضای بنیانگذار جنبش انقلاب متحدانهٔ خلق‌ها است که در مارس ۲۰۱۶ از اتحاد حزب کارگران کردستان و هفت سازمان سوسیالیست دیگر پدید آمد.

## فعالیت

### دههٔ ۱۹۸۰
در آوریل ۱۹۸۰ اعضای گروه به یک افسر نیروی دریایی آمریکا و رانندهٔ او تیراندازی کردند که منجر به مرگ آن‌ها شد. ناوبان دوم سَم نووِلو و راننده‌اش به نام علی صبری بایتار به وسیلهٔ سه نفر مورد حمله قرار گرفتند که در حال فرار با موتورسیکلت دستگیر شدند. یکی از این افراد در حین فرار به سختی مجروح شده و پس از دستگیری درگذشت. دو نفر دیگر نیز به وسیلهٔ دادگاه نظامی به اعدام محکوم شدند و در ۲۵ ژوئن ۱۹۸۱ اعدام شدند.

### مشارکت در جنگ داخلی سوریه
سازمان تحت نام یگان تبلیغات مسلحانه مارکسیست-لنینیست-جبههٔ انقلابی در جنگ داخلی سوریه شرکت کرد و در کنار مبارزان یگان‌های مدافع خلق علیه داعش جنگید. یگان تبلیغات مسلحانه مارکسیست-لنینیست-جبههٔ انقلابی به سازمان‌های انترناسیونالیست مسلح نیروهای آزادی متحدانه و یگان آزادی بین‌المللیی پیوست که از یگان‌های مدافع خلق پشتیبانی می‌کردند. یک گردان که به وسیلهٔ قرارگاه انقلابی و یگان تبلیغات مسلحانه مارکسیست-لنینیست-جبههٔ انقلابی تشکیل شده‌بود، به افتخار آلپر چاکاس مبارز این یگان که در روژاوا کشته شد، گردان آلپر چاکاس نامگذاری شده‌است.